# Yagiíta
La yagiíta es un mineral de la clase de los minerales ciclosilicatos, y dentro de esta pertenece al llamado “grupo de la osumilita”. Fue descubierta en 1968 en el meteorito férrico que cayó en Colomera, en la provincia de Granada (España), siendo nombrada así en honor de Kenzo Yagi, mineralólogo japonés. Sinónimos poco usados son: yagita o jageiíta, así como su clave IMA1968-020.

## Características químicas
Es un aluminosilicato anhidro de sodio y magnesio, que cristaliza en el sistema cristalino hexagonal con los tetraedros de silicato dispuestos en dobles anillos. Además de los elementos de su fórmula, suele llevar como impurezas: titanio, cromo, hierro, manganeso y calcio.

## Formación y yacimientos
Encontrado únicamente como una inclusión de silicato en el interior del meteorito de hierro de Colomera (España), en el que la yagiíta ha cristalizado en un ambiente rico en magnesio, en el que estada asociado a otros minerales como: diópsido, whitlockita, tridimita, plagioclasa de tipo albita-anortita, así como aleaciones de la serie hierro-níquel.